# Caradrina montana
Caradrina montana là một loài bướm đêm trong họ Noctuidae.